# Pruvia
Pruvia es una parroquia asturiana y un lugar de dicha parroquia perteneciente al concejo de Llanera, en el norte de España. Cuenta con una población de 2 707 habitantes de acuerdo al INE de 2021 que se reparten en una superficie de 10,14 kilómetros cuadrados. Limita al norte con las parroquias de Villardeveyo y Serín, perteneciente esta última al vecino concejo de Gijón al sur con Bobes, al este con Cenero, también en Gijón y con Anes y por último al oeste con la parroquia de Lugo.
El lugar de Pruvia dista 7,5 km de la capital del concejo, Posada de Llanera y cuenta con una población de 163 habitantes.

## Entidades de población
La parroquia cuenta con las entidades de población de Lotero, La Llomba, Puga, Remoria, Santa Eulalia, Pruvia de Abajo y Pruvia de Arriba.

## Historia
La parroquia está poblada desde la época Neolítica, como demuestra la estructura tumular hallada en Ortal. Cuenta con una iglesia parroquial, consagrada a Santiago y situada en Pruvia Riba que data del siglo XVII aunque fue reformada posteriormente, manteniendo no obstante el escudo heráldico de la familia González Candamo. Jovellanos habla además en sus diarios de una venta existente en Puga que hoy se mantiene únicamente en el recuerdo toponímico.